# آیزامبارد کینگدام برونل
آیزام کینگدام برونل (به انگلیسی: Isambard Kingdom Brunel) (زاده ۹ آوریل ۱۸۰۶ درگذشته ۱۵ سپتامبر ۱۸۵۹) یک مهندس مکانیک و ساختمان انگلیسی بود که پل‌ها، خطوط بزرگ راه‌آهن غرب و اسکله‌ها، کشتی‌های بخار و به‌طور کلی سازه‌های بی نظیری را در زمان خود طراحی و پیاده‌سازی نمود. طراحی‌های او انقلابی در سیستم حمل و نقل مدرن بود. هر چند که همهٔ پروژه‌های برونل موفقیت‌آمیز نبودند ولی از نظر مهندسی دارای ایده‌های بی‌نظیر و طراحی‌های خارق‌العاده بودند. در طول مدت به نسبت کوتاه زندگی، او توانست عنوان‌های اولین زیادی را برای خود کسب کند. قاضی تاریخ او را به عنوان برترین مهندس جهان می‌شناسد بزرگ‌ترین سازه او کشتی گریت ایسترن آیزامبارد کینگدام برونل در سال ۱۸۵۹ سکته مغزی کرد و درگذشت. 